# Папа Евсевије
Свети Евсевије или Еузебије (лат. Eusebius; 309/310) био је римски епископ од 18. априла 309. до 17. августа 310. године. Био је један од великих бранитеља правоверног хришћанства од јереси.
Рођен је крајем III века. У време док је трајало прогонство хришћана крстио га је папа Силвестар I, а папа Јулије I поставио га је за епископа града Верчелија. Када се појавила јерес аријанизма, био је један од првих епископа који је стао у одбрану православне вере. Због тога га је цар Констанције прогнао у Египат.
Након смрти цара Констанција Евсевије се вратио у своју епископију где оснива прве монашке заједнице по угледу на оне Атанасија Великог у Палестини и Египту.
Цар Максенције га је, у своје време, прогнао на Сицилију где је и умро у изгнанству. Сахрањен је у Риму.